# Anderson Polga
Ânderson Corrêa Polga (Santiago, Río Grande del Sur, 9 de febrero de 1979) es un exfutbolista brasileño que jugaba como defensa.

## Trayectoria
Su primer club fue el Grêmio, por el que debutó en 1999. Con el equipo de Porto Alegre conquistó en 2001 el Campeonato Gaúcho y la Copa de Brasil. En 2003 firmó por el Sporting de Lisboa, con el que se coronó campeón de la Copa de Portugal en 2007.

## Selección nacional
Disputó en 2002 su primer partido internacional por la selección de Brasil, un amistoso contra Bolivia. El mismo año formó parte del plantel que se coronó campeón de la Copa del Mundo, jugando en los partidos contra China y Costa Rica.

### Participaciones en Copas del Mundo
| Mundial                        | Sede                | Resultado |
| ------------------------------ | ------------------- | --------- |
| Copa Mundial de Fútbol de 2002 | Corea del Sur/Japón | Campeón   |

## Clubes
| Club               | País     | Año       |
| ------------------ | -------- | --------- |
| Grêmio             | Brasil   | 1999-2003 |
| Sporting de Lisboa | Portugal | 2003-2012 |
| Corinthians        | Brasil   | 2012      |

## Palmarés

### Campeonatos nacionales
| Título                | Club               | País     | Año     |
| --------------------- | ------------------ | -------- | ------- |
| Campeonato Gaúcho     | Grêmio             | Brasil   | 2001    |
| Copa de Brasil        | Grêmio             | Brasil   | 2001    |
| Supercopa de Portugal | Sporting de Lisboa | Portugal | 2006-07 |
| Copa de Portugal      | Sporting de Lisboa | Portugal | 2006-07 |
| Supercopa de Portugal | Sporting de Lisboa | Portugal | 2007-08 |
| Copa de Portugal      | Sporting de Lisboa | Portugal | 2007-08 |

### Copas internacionales
| Título                            | Club                | Año  |
| --------------------------------- | ------------------- | ---- |
| Copa del Mundo                    | Selección de Brasil | 2002 |
| Copa Mundial de Clubes de la FIFA | Corinthians         | 2012 |

- Datos: Q252711